# Комунистичка партија Мађарске
Комунистичка партија Мађарске (мађ. Kommunisták Magyarországi Pártja) је основана 24. новембра 1918. Променила је име у Мађарска комунистичка партија (Magyar Kommunista Párt) 1945. Кратко је била на власти у Мађарској од марта до августа 1919, под вођством Беле Куна и Мађарске Совјетске Републике. Комунистичку власт је збацила Румунска војска и отерала је у илегалу. КП Мађарске се вратила на власт 1945. након Другог светског рата, под вођством Матијаша Ракошија. 1948. Партија се спојила са социјалдемократама и постала Мађарска радничка народна партија.
Комунистичка партија Мађарске је била члан Комунистичке интернационале.

## Оснутак и ране године
Комунистичку партију Мађарске (КПМ) је први пут основао као Партију комуниста у Мађарској крајем 1918. године Бела Кун, бивши новинар који се борио за Аустроугарску у Првом светском рату. Након што је провео време у руском логору за ратне заробљенике, Кун, заједно са неколико сарадника успоставили су почетну активност КПМ у центру Москве у октобру 1918. године. Ови први чланови вратили су се у Мађарску у новембру и 24. званично су основали КПМ. Комунистичка партија је за назив изабрала „Партија комуниста у Мађарској“, уместо „Мађарска комунистичка партија“, пошто велика већина њене заступљене друштвене класе, фабричких радника, нису имали мађарску етничку припадност у Будимпешти, а етнички Мађари су били само мањина у новооснованој партији. У почетку, група је била малобројна и хвалила се само својим оснивачима и шачицом левичарских социјалдемократа. Без обзира на то, политичка нестабилност владе под Михаљем Карољијем и растућа популарност бољшевичког покрета подстакли су социјалдемократе да траже коалицију са КПМ. За социјалдемократе, савез са КПМ-ом не само да је повећао њен углед код обичних људи, већ му је дао и потенцијалну везу са све моћнијом руском комунистичком партијом, пошто је Кун имао везе са истакнутим руским бољшевицима.
Након успостављања Мађарске Совјетске Републике у марту 1919. године, Кун је кренуо у национализацију приватне индустрије док је кренуо у масивни пројекат пољопривредне колективизације. Такође је предузео кораке ка нормализацији спољних односа са силама Антанте у настојању да поврати део земље коју је Мађарска требало да изгуби у послератним преговорима. Током 133 дана постојања Мађарске совјетске републике, ККПМП се углавном концентрисала на покушаје да поправи распрострањени економски хаос који је био резултат пораза Мађарске у Првом светском рату. Кунова економска политика је створила већу инфлацију и довела до несташице хране широм земље. Опозиција је почела да расте, предводио ју је Миклош Хорти, а у јуну је покушај државног удара натерао КПМ да покрене насилну кампању преко своје тајне полиције. Совјетска република је пала 1. августа 1919. након пораза мађарске војске од Румуније. Инвазиона румунска војска заузели је Будимпешту од комуниста, протерали су Куна у Беч и натерали КПМ да преда власт социјалдемократама.

## Међуратни период и изгнанство
Пад Совјетске Републике је био праћен једногодишњом антикомунистичком чистком, познатом као Бели терор, од стране нове националистичке владе под Иштваном Бетленом у којој је убијено од 1.000 до 5.000 људи, а хиљаде других је затворено и мучено. Велики део старог руководства КПМ је погубљен или прогнан, првенствено у Беч. Тамо су се остаци Централног комитета КПМ, који је поново предводио Кун, реформисали у Привремени централни комитет, који је покушао да задржи партију на окупу упркос њеном илегалном статусу у Мађарској.
Током 1920-их, многи мађарски комунисти су се преселили у Москву, међу којима је био и Кун. Кунове акције у Русији, пре свега организација масакра белоруских ратних заробљеника 1921. године, изазвале су осуду совјетског вође Владимира Лењина и других истакнутих бољшевика. Ипак, Кун је задржао истакнуту позицију у Коминтерни све до 1937, када је ухапшен и погубљен током једне од чистки Јосифа Стаљина. Штавише, Кун је био неупитни вођа КПМ-а током међуратног периода, а његов главни ривал Јено Ландлер је умро 1927. године.
КПМ је такође организовала легалну партију, Социјалистичку радничку партију Мађарске, која је деловала као њен представник у Мађарској. Међутим, мађарска влада је убрзо предузела кораке да укине СРПМ и до 1927. године партија је постојала само по имену.
Током остатка међуратног периода, унутрашње руководство КПМ-а изван Куна је страховито флуктуирало, а чланство је било. Године 1931, влада је прогласила ванредно стање и искористила прилику да ухапси осумњичене комунисте. Двојица од ухапшених, водећи чланови партије Имре Салај и Шандор Фирст, погубљени су следеће године. КПМ је била оштећена до те мере да ју је Коминтерна распустила 1936. године.
Даљи пад комуниста била је недоследна политика Коминтерне током 1930-их, која је кулминирала совјетско-немачким пактом о ненападању из 1939. и напуштањем политике Народног фронта, која је обележила комунистичку идеологију у последњој деценији. Осим тога, Стаљинове чистке касних 1930-их узеле су тежак данак над мађарским емигрантима у Москви.

## Други светски рат и комунистичко преузимање власти
КПМ је ушла у 1940-е као сенка онога каква је некад била. Након инвазије Немачке на Совјетски Савез 1941, Централни комитет је саветовао чланове Партије да раде са некомунистичким групама отпора како би представили уједињени антинемачки фронт. Ово је навело КПМ да покуша да се поново успостави као фактор у Мађарској, упркос савезу Хортијеве владе са нацистичком Немачком. Овај покрет је, међутим, брзо окончан, пошто су масовна хапшења 1942. ефективно уништила руководство КМП-а. Ово, заједно са распуштањем Коминтерне 1943, значило је крај КПМ-а као функционалне партије.
У настојању да наставе са својим акцијама, мађарски комунисти под Јаношом Кадаром основали су нову партију, названу Партија мира, као замена за КПМ. Ова одредба је трајала до касне 1944. године, када се Мировна партија вратила на своју ознаку као Комунистичка партија. До овог тренутка, Хорти је грозничаво покушавао да оконча улогу Мађарске у рату. Покушаји да се смањи умешаност са Немачком су пропали, па је, пошто се Црвена армија приближавала границама земље, Хорти покушао да прогласи Мађарску неутралном државом. Овај потез му се ужасно вратио; Снаге Странке Стреличастог крста заузеле су престоницу, преузеле власт и поставиле позорницу за четворомесечну битку која је однела хиљаде живота и оставила Будимпешту у рушевинама. Град је коначно ослобођен фебруара 1945. године.
Упркос брзом расту чланства непосредно после рата, поново основана странка под именом КПМ добила је 17 одсто на изборима, што је једнако Мађарској социјалдемократској партији. Али именовање партијског секретара Ласла Рајка за министра унутрашњих послова, заједно са присуством Црвене армије у земљи и снажном подршком КПМ унутар других партија, омогућило је мађарским комунистима времена да уклоне своје политичке противнике. Партијски лидер Маћаш Ракоши имплементирао је стратегију притиска на некомунистичке партије да постепено истискују своје храбрије елементе као „фашисте“ или симпатизере фашизма, стратегију коју је касније назвао тактиком саламе.
У року од две године, КПМ је сломила базу моћи Независне партије малих власника (ФКГП), већинске странке у новој влади, и до 1948. све странке осим социјалдемократа су или нестале или су их преузели супутници вољни да раде по вољи комуниста. Социјалдемократе су елиминисане 1948. присилним спајањем са комунистима у јуну 1948. чиме је формирана Мађарска радничка народна партија. Међутим, неколико независних социјалдемократа брзо је одбачено, остављајући МРНП као у суштини КПМ под новим именом. Године 1949. одржани су избори на којима је бирачима представљена јединствена листа Независног демократског фронта под контролом комуниста.

## Познатији чланови
- Ерне Гере
- Бела Кун
- Јожеф Погањ
- Ласло Рајк
- Маћаш Ракоши
- Ласло Рудош
- Тибор Самуељ